# The Spirit of Ink
The Spirit of Ink is een compositie van Alan Hovhaness.
Hovhaness is van Armeens (vader) / Schotse (moeder) afkomst. Deze compositie heeft echter niets van doen met de muziek uit beide landen. De muziek is geschreven voor een Japans ballet in een choreografie van Yuriko (Kikuchi). Opdracht kwam van danser Chiyo Amemiya. Uitvoeringen zouden plaatsvinden in de Verenigde Staten. De titels van de deeltjes verwijzen nog hier en daar naar sacrale thema's maar in de muziek is daar niets van terug te vinden. De muziek zit vol met dissonanten en dat vormt in combinatie met het instrumentarium van drie dwarsfluiten af en toe een zwevend geluid. Dat is een effect dat de componist gebruikt om het Hemelse weer te geven. De fluitisten moeten een behoorlijke kwaliteit hebben; er moeten microtonen en glissandi gespeeld worden; uitermate moeilijk op een dergelijk instrument. Tevens moeten zij alles nog eens samenspelen in muziek, die zonder maat en ritme is geschreven. De muziek doet daarbij af en toe aan vogelgezang denken.

## Delen
1. Apparition of the Eternal One
2. Sunrise birds
3. Salutation of dawn
4. Apparition of a celestial city
5. Strange birds
6. Angelic salutation
7. Birds in a magic forest
8. Birds amid celestial towers.

## Discografie
- Uitgave Crystal Records; Samuel Baron speelde alle drie de partijen in. (opname van voor 1973)

## Bron
- de Crystal Records compact disc